# سكارا براي

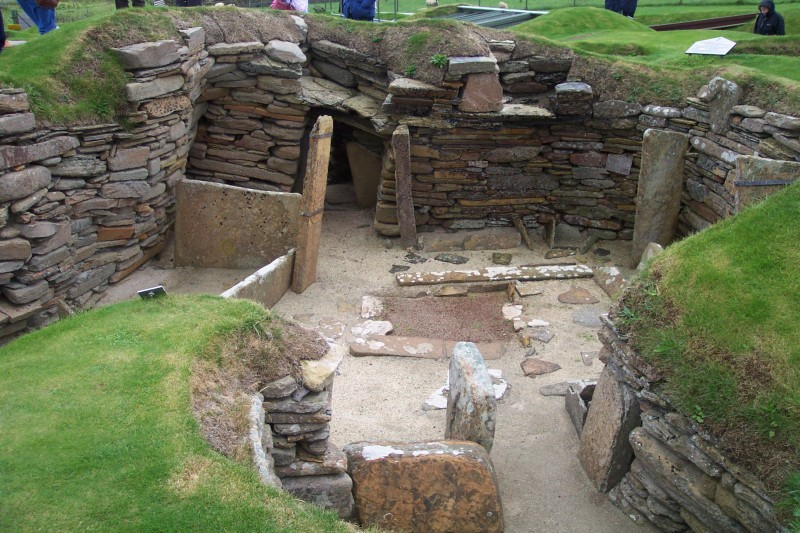
آثار سكارا براي

سكارا براي (بالإنجليزية: Skara Brae)‏ هو اسم موقع أثري من الحجارة يعود إلى العصر الحجري الحديث في خليج سكيل (Bay of Skaill) على الشاطئ الغربي لجزيرة ماينلاند (Mainland, Orkney)، كبرى جزر أوركني في اسكتلندا.
يتكون الموقع من ثمانية منازل متلاصقة، التي يعود تاريخ بنائها إلى الفترة ما بين 3180 - 2500 قبل الميلاد، وهي بذلك أقدم قرية كاملة تعود إلى العصر الحجري في أوروبا.
أضيف موقع سمارا براي إلى لائحة مواقع التراث العالمي لمنظمة اليونسكو، وذلك كواحد من أربعة مواقع تشكل قلب أوركني النيوليتي.

## اقرأ أيضاً
- قلب أوركني النيوليتي

## وصلات خارجية
- "Historic Scotland: Skara Brae Prehistoric Village". مؤرشف من الأصل في 2016-03-03. اطلع عليه بتاريخ 2011-11-03.